# Marzanna

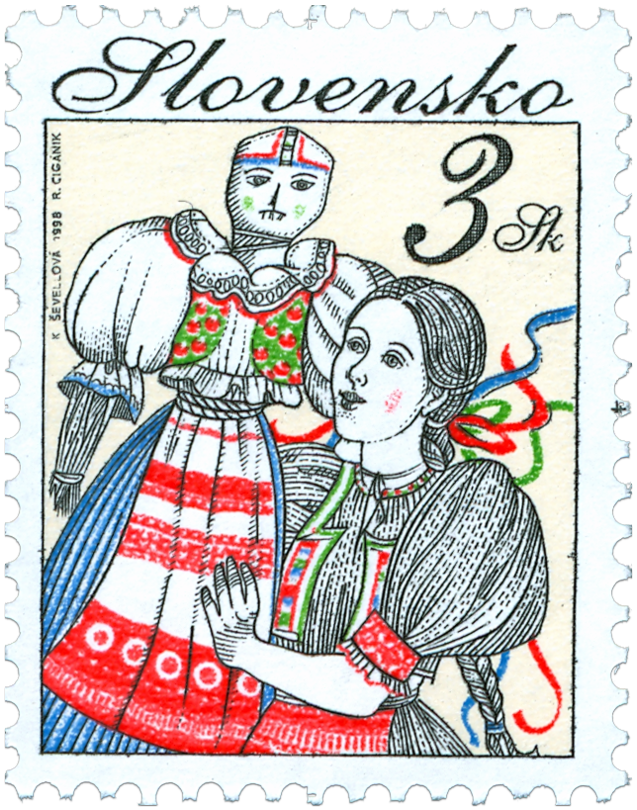
Kukła Marzanny na słowackim znaczku pocztowym z 1998 roku

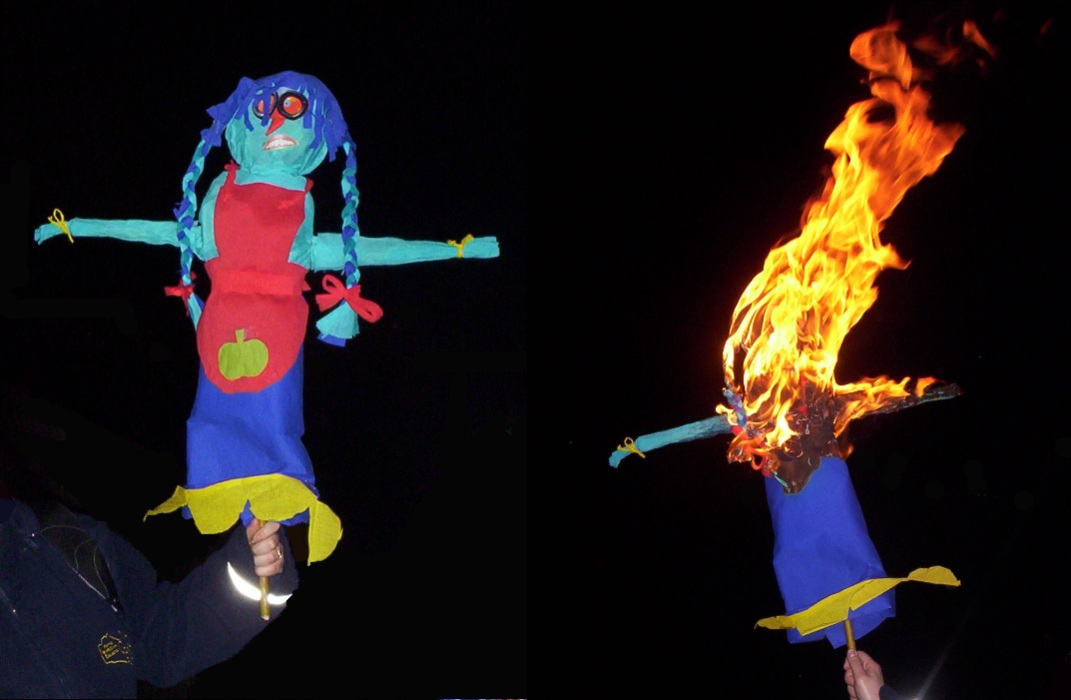
Palenie współczesnej kukły Marzanny

Marzanna, Marzana, Marena, Morana, Morena, Mora, Śmierć, Śmiercicha, Śmiertka, Śmierztecka, Marzaniok, Zmora – słowiańska bogini zimy i śmierci, a także odrodzenia.
Imię bogini wywodzone jest z praindoeuropejskiego rdzenia *mar-, *mor-, oznaczającego śmierć. Słowacka forma teonimu Ma(r)muriena sugeruje ewentualne związki z Marsem (Marmorem, Mamersem, Mamuriusem Veturiusem). Śmierć Marzanny wraz z końcem zimy przeciwstawia ją symbolizującemu wiosnę Jaryle, który rodził się wraz z nadejściem wiosny .
Marzanna, jako odpowiednik Cerery, została wraz z Dziewanną wspomniana przez Jana Długosza jako bogini polska.

## Topienie Marzanny
Marzanna to również nazwa kukły przedstawiającej boginię, którą w rytualny sposób palono bądź topiono w czasie wiosennego Jarego Święta, aby przywołać wiosnę. Zwyczaj ten, zakorzeniony w obrzędach ofiarnych, miał zapewnić urodzaj w nadchodzącym roku. Zgodnie z opisanymi przez Jamesa Frazera zasadami magii sympatycznej wierzono, że zabicie postaci przedstawiającej boginię śmierci spowoduje jednocześnie usunięcie efektów przez nią wywołanych (zimy) i nadejście wiosny.
Kukłę wykonywano ze słomy, owijano białym płótnem, zdobiono wstążkami i koralami. Tradycja nakazywała, aby orszak złożony z kukły i dzieci z zielonymi gałązkami jałowca w dłoniach, obszedł wszystkie domy we wsi. Po drodze podtapiano marzannę w każdej wodzie, jaka się nadarzyła. Wieczorem kukłę przejmowała młodzież. W świetle zapalonych gałązek jałowca wyprowadzano marzannę ze wsi, podpalano i wrzucano do wody. Z topieniem Marzanny, również obecnie, związane są różne przesądy: nie wolno dotknąć pływającej w wodzie kukły, bo grozi to uschnięciem ręki, obejrzenie się za siebie w drodze powrotnej może spowodować chorobę, a potknięcie i upadek – śmierć w ciągu najbliższego roku.
Chrześcijaństwo próbowało zakazać tego starosłowiańskiego zwyczaju. W 1420 roku Synod Poznański nakazywał duchowieństwu: Nie dozwalajcie, aby w niedzielę odbywał się zabobonny zwyczaj wynoszenia jakiejś postaci, którą śmiercią nazywają i w kałuży topią. Rodzima tradycja okazała się jednak silniejsza. W konsekwencji na przełomie XVII i XVIII wieku próbowano tradycję topienia marzanny zastąpić (w środę przed Wielkanocą) zrzucaniem z wieży kościelnej kukły symbolizującej Judasza, co również zakończyło się niepowodzeniem. Obecnie w Polsce obrzęd łączony jest z nastaniem kalendarzowej wiosny 21 marca lub z przypadającym na ten właśnie okres Jarym Świętem.

## Marzanna i gaik

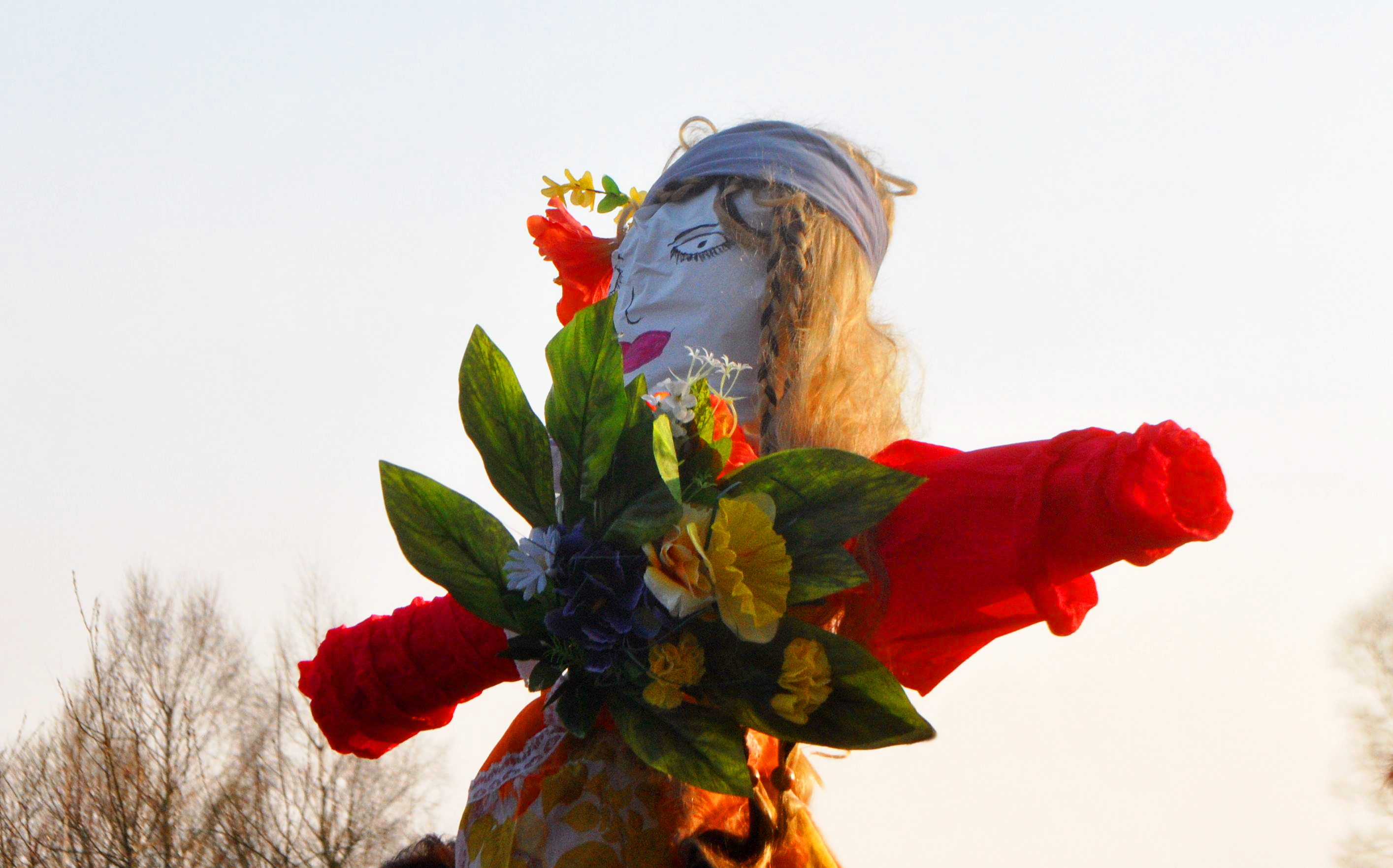
Kukła Marzanny, 2015

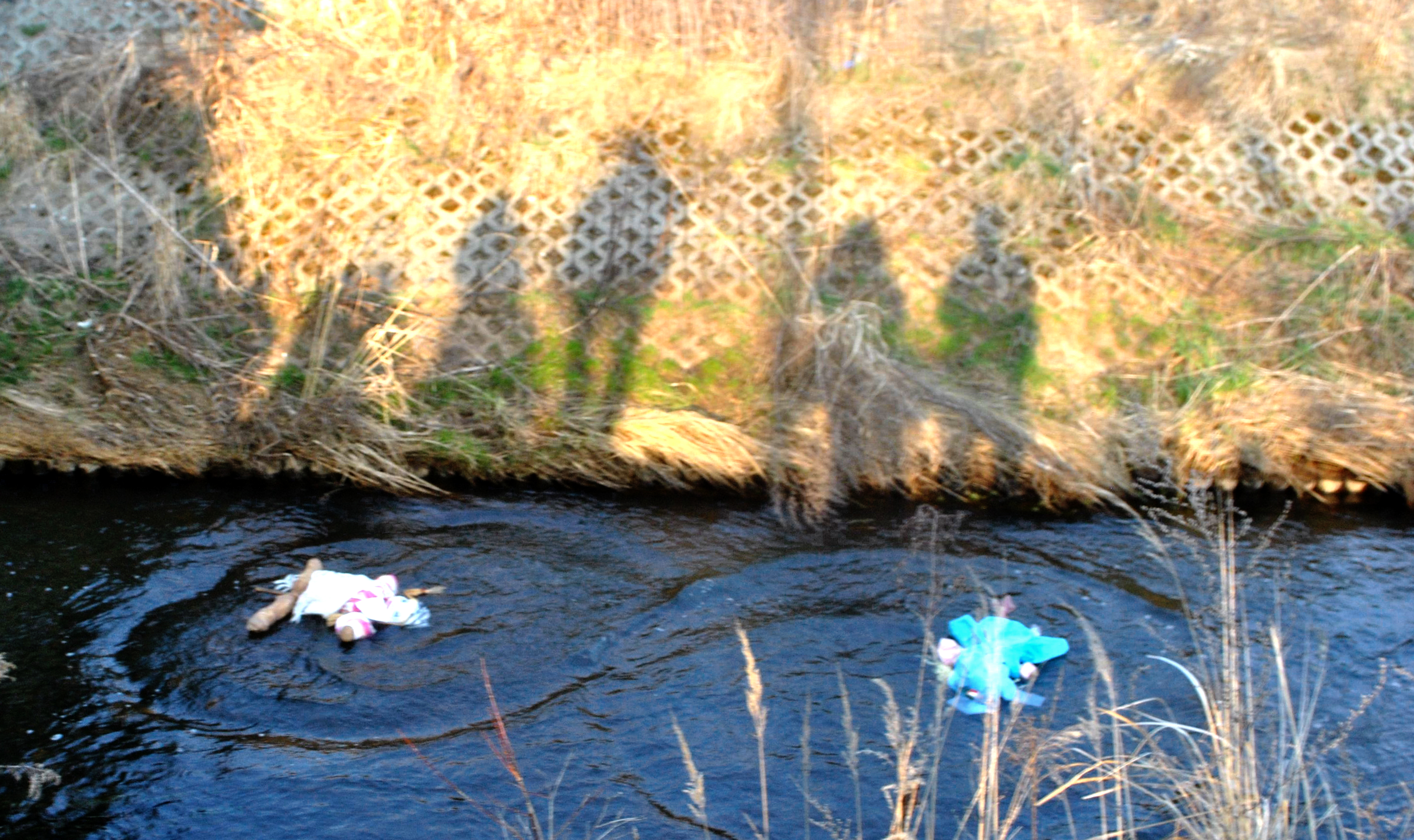
Topienie Marzann w Brynicy, 2015

Obrzęd topienia marzanny, łączony często z obnoszeniem gaika, pierwotnie odbywał się w czwartą niedzielę Wielkiego Postu, tzw. białą niedzielę. Dopiero w XX wieku zaczęto go celebrować w pierwszy dzień kalendarzowej wiosny, tj. 21.03. Większość badaczy jest zgodna, że gaik (nazywany też maikiem, nowym latkiem, nowym latem, gajem, chodzeniem z królewną) z kolei obnoszony był po domach dużo później niż obecnie, najprawdopodobniej tuż po Wielkiejnocy.

### Marzanna
Topienie marzanny w zależności od regionu przybiera różne formy. Zwykle jednak marzanna jest kukłą/lalką, wykonaną często ze słomy, ubraną np. w strój lokalny, łachmany, albo nawet strój druhny. Marzanna może być upodobniona do młodej panny w wianku, ale też do „starej baby”. Owa kukła zwykle jest wyprowadzana poza miejscowość przez mieszkańców (Jerzy Pośpiech zauważa, że wcześniej byli to dorośli mieszkańcy i dopiero z czasem, gdy obrzęd przekształcił się w zabawę, do pochodu dołączyli młodzi), często przy śpiewie okolicznościowych piosenek. W zależności od lokalnej tradycji rytuał po przybyciu na miejsce docelowe może mieć różny przebieg – czasem najpierw rozszarpuje się lalkę, zdziera z niej ubrania, a następnie topi się ją w jeziorze, rzece, stawie, a nawet kałuży; istnieją również warianty, w których marzanna ulega spaleniu lub też najpierw się ją podpala, a później wrzuca do wody. Z obrzędem związane są różne przesądy, które różnią się lokalnie – np. tę osobę, która po utopieniu marzanny ostatnia przybiegnie do wioski, jeszcze w tym roku czeka śmierć. Warto zauważyć, że w niektórych miejscowościach istnieje tradycja męskiego odpowiednika marzanny, czyli marzanioka.

### Gaik

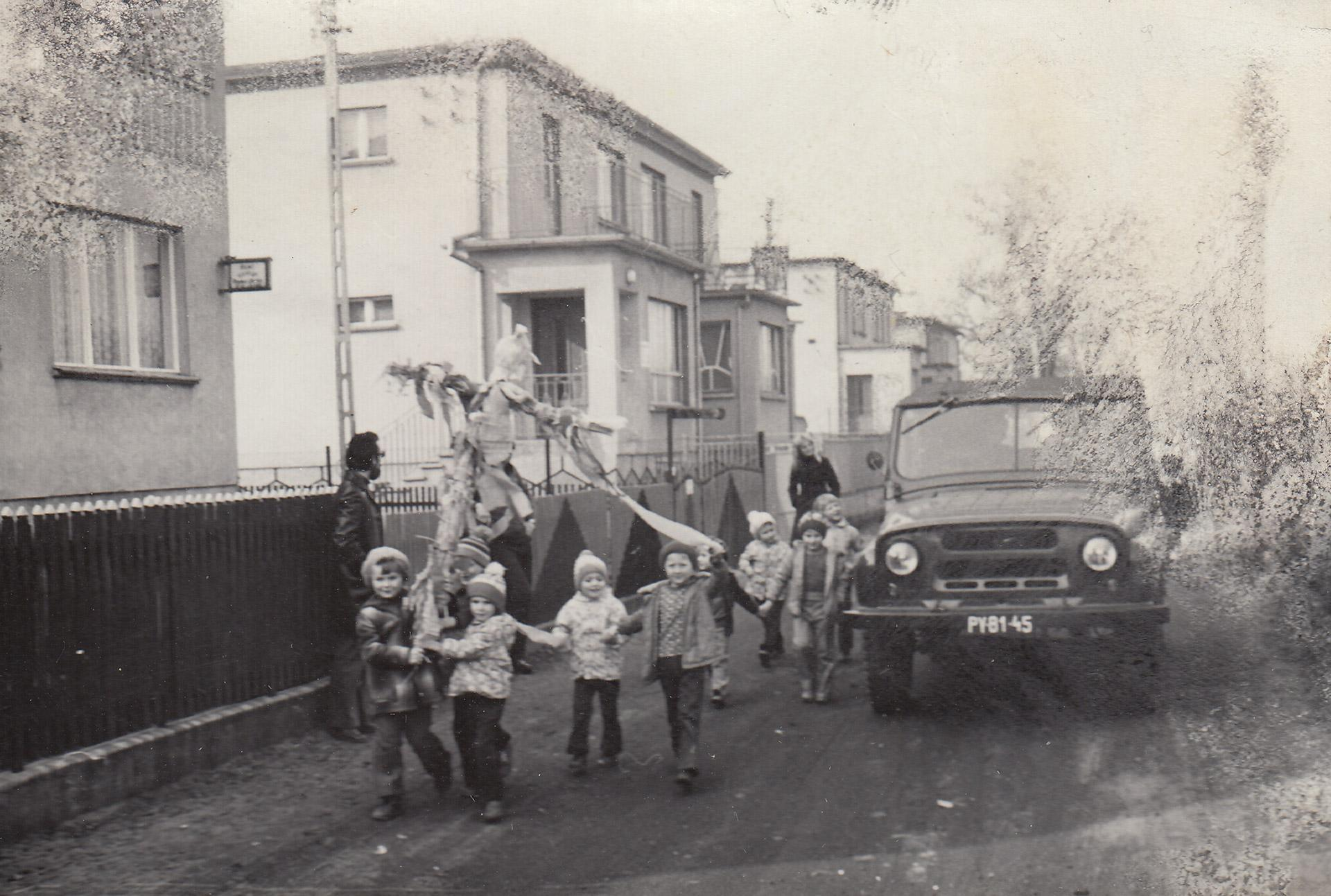
Pochód dzieci z Marzanną; Wielkopolska, lata 70/80. XX w.

„Chodzenie z maikiem/gaikiem” (na Śląsku: „z goikiem”) to obrzęd polegający na obnoszeniu po domach gałęzi sosnowej lub całej choinki ozdobionej wstążkami, własnoręcznie wykonanymi ozdobami, skorupkami jajek czy kwiatami. W niektórych odmianach tego obrzędu do szczytu przywiązuje się lalkę lub obchodowi towarzyszy oprowadzanie żywej dziewczyny (stąd „chodzenie z królewną”). Gaik przeważnie obnoszony jest przez dziewczęta, które w odwiedzanych domach składają życzenia, śpiewają i tańczą. Według przekazów, dawniej gaikowi towarzyszyło również zbieranie datków.

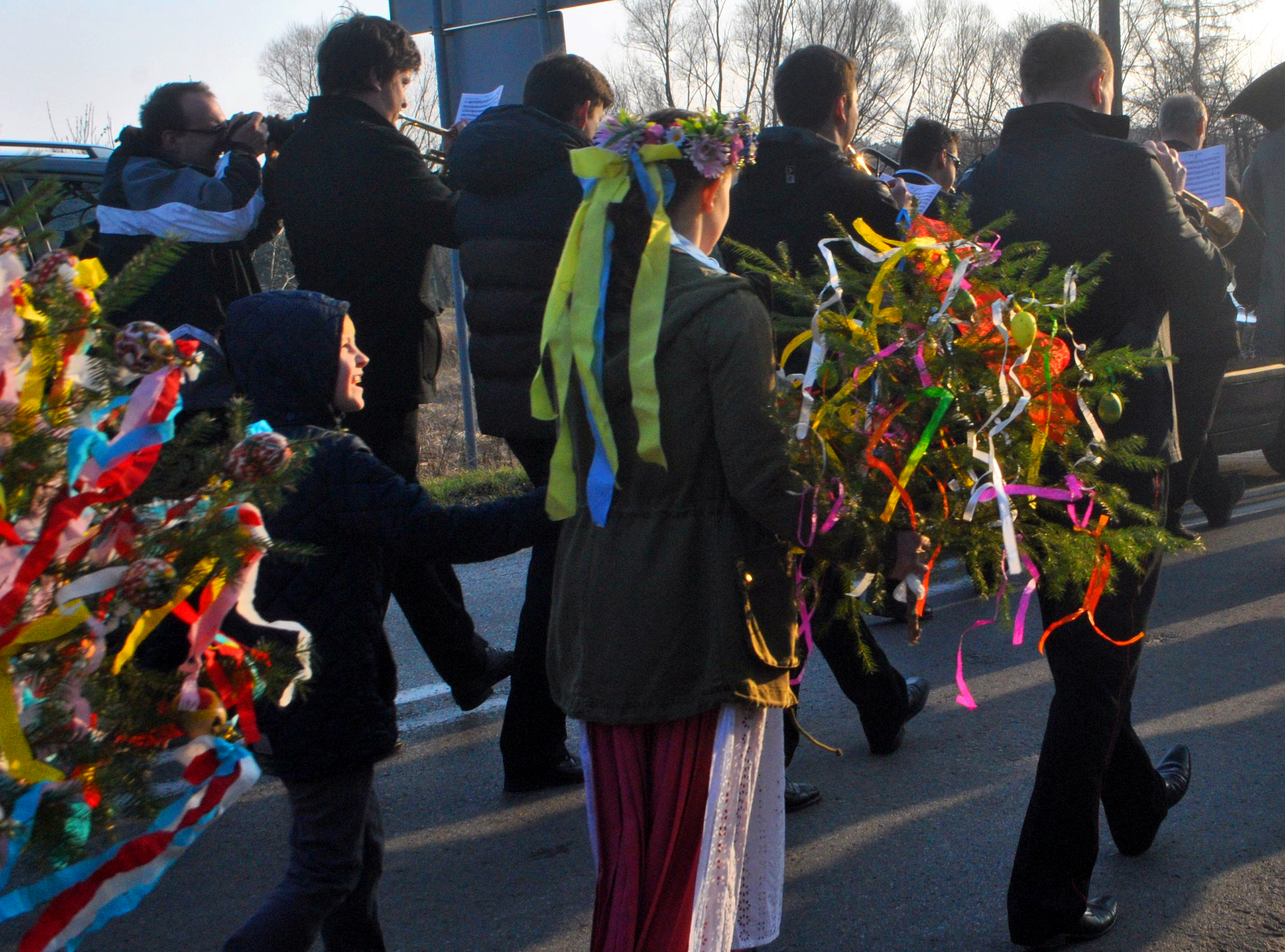
Pochód z gaikiem, Miasteczko Śląskie, 2015

Współcześnie obrzęd często przybiera formę „przyprowadzenia” do wsi ozdobionego gaika po utopieniu marzanny; źródła podają, że obrzęd złożony z dwóch części (zniszczenie kukły, a następnie powrót z gaikiem) miał miejsce na Opolszczyźnie, w zachodniej części Krakowskiego, Podhala, na Słowacji, Morawach, w Czechach, na Łużycach, w południowych Niemczech (Turyngia, Frankonia). Gaik obnoszony bez wcześniejszego zniszczenia Marzanny był obecny według XIX-wiecznych badań Oskara Kolberga np. w Krakowskiem, Sandomierskiem i na Mazowszu (we wtorek wielkanocny) i w Małopolsce (pierwsze dni maja lub w czasie Zielonych Świąt).

## Śląskie obchody Marzanny i gaika

### Obchody Marzanny i gaika dawniej na Śląsku
Nie wiadomo, od kiedy na Śląsku kultywuje się tradycję topienia marzanny i chodzenia z gaikiem. Uważany przez kościół za zwyczaj pogański i tępiony przez tę instytucję, zdołał przetrwać na Śląsku nawet wówczas, gdy prawie zanikł w innych rejonach Polski.
Badacze zwracają uwagę, że dawniej z własnoręcznie wykonaną marzanną chodziły jedynie kobiety i dziewczęta, a dopiero później zwyczaj ten został przejęty przez młodzież i dzieci. W niektórych regionach, m.in. w Gliwickiem i Raciborskiem za dziewczętami niosącymi marzannę szli chłopcy niosący jej męski odpowiednik, marzanioka.
Kukły były obnoszone po wsi. Przed kolejnymi domostwami, zwłaszcza tymi, gdzie mieszkały młode dziewczęta, śpiewano piosenki, czasem improwizowane. Gospodarze nagradzali śpiewających datkami w postaci pieniędzy i jajek. Następnie pochód wychodził poza wieś i przy śpiewie szedł nad zbiornik wodny znajdujący się w okolicy – mógł to być strumień, staw, jezioro, a nawet kałuża. Jeśli w pobliżu nie było żadnego akwenu, lalkę palono, czasem najpierw rozdzierając jej ubrania lub obrzucając śniegiem czy błotem.
Powracano zwykle z gaikiem (goikiem), czyli przystrojoną jajkami i wstążkami choinką. Symbolizujące wiosnę i rozkwit przyrody „latko” wprowadzano do wsi przy wtórze pieśni i życzeń pomyślności.

### Obchody Marzanny i gaika współcześnie na Śląsku

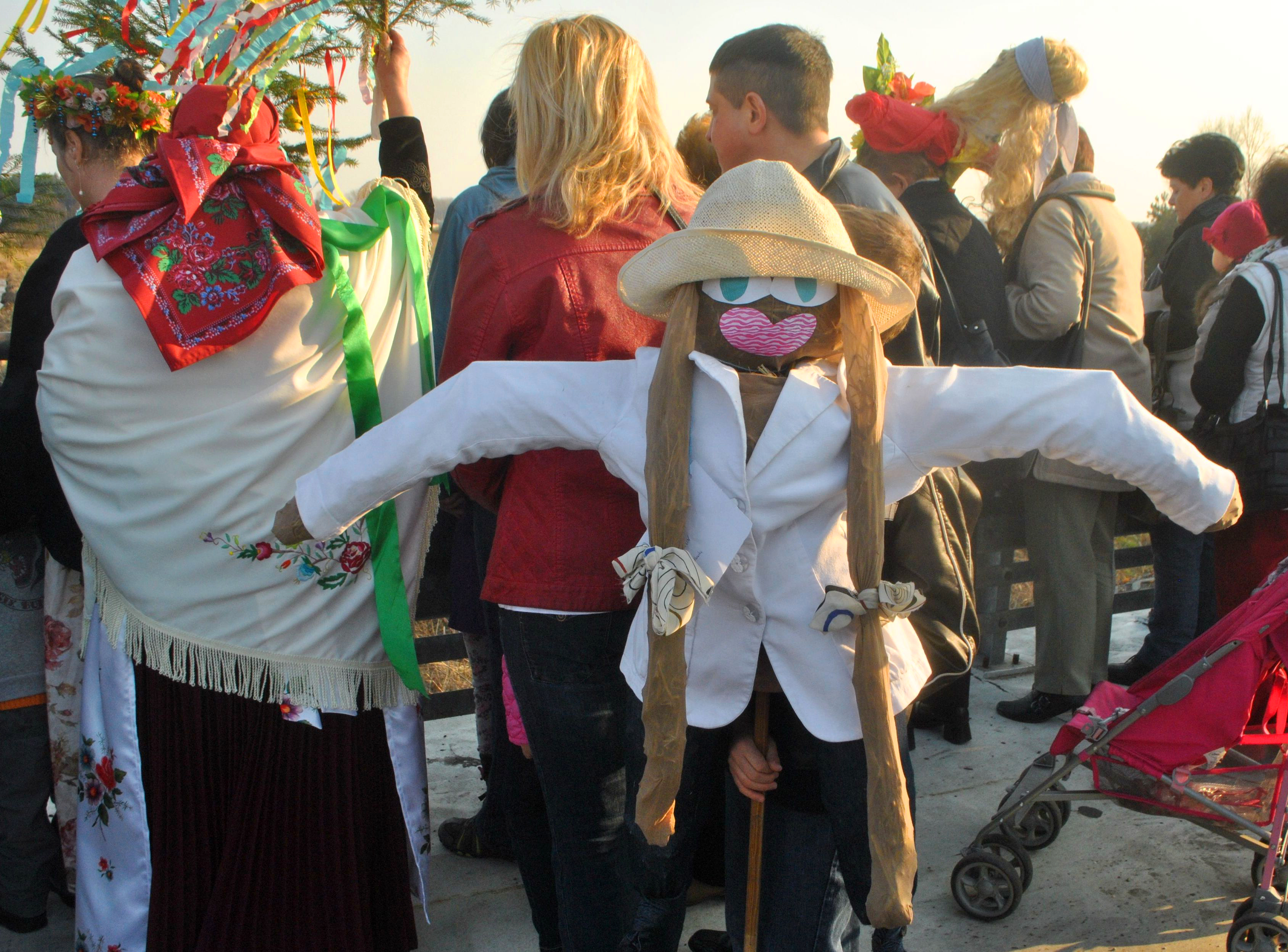
Topienie Marzann i Marzanioków, 2015

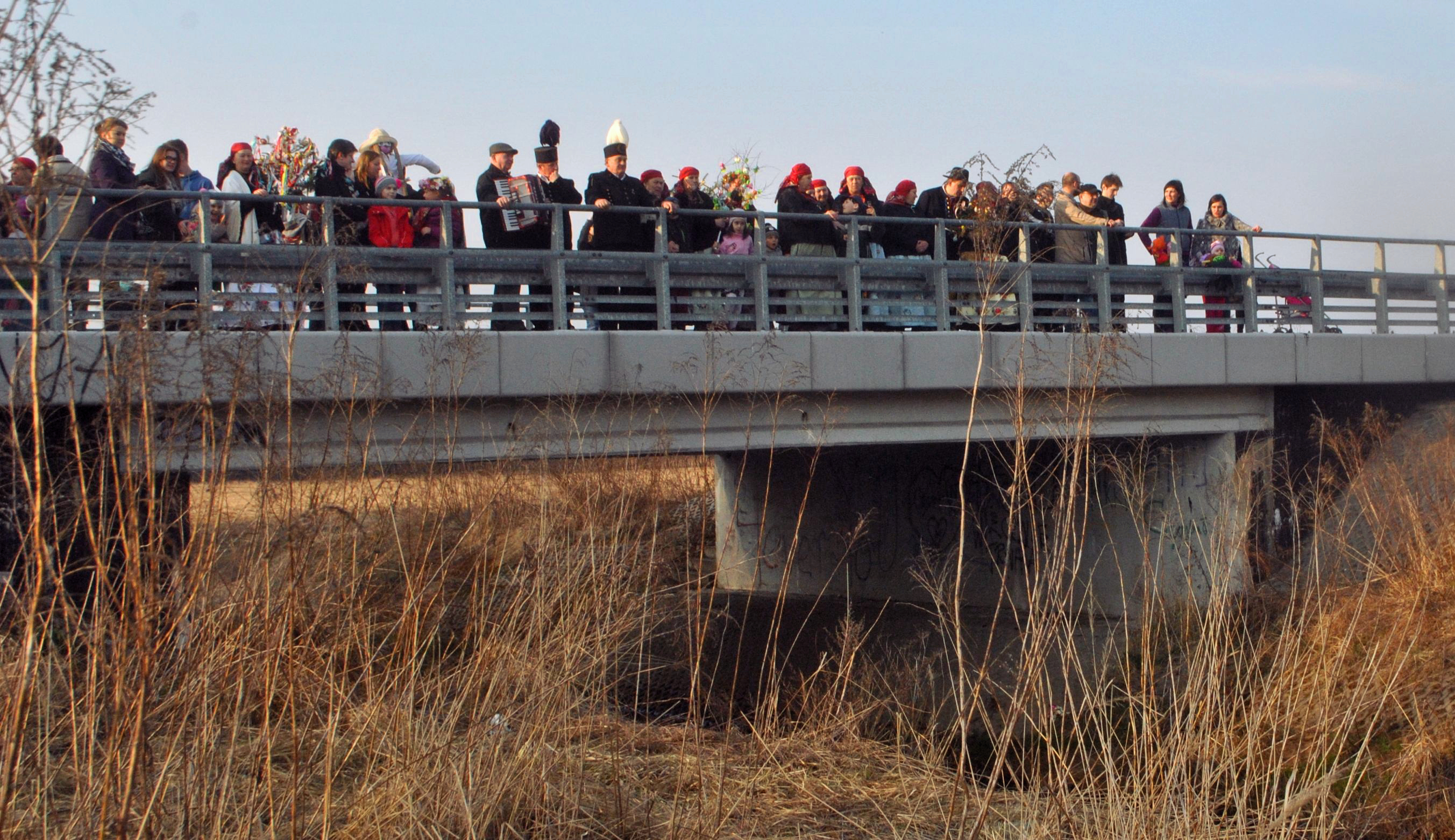
Uroczystość topienia Marzanny, Miasteczko Śląskie, 2015

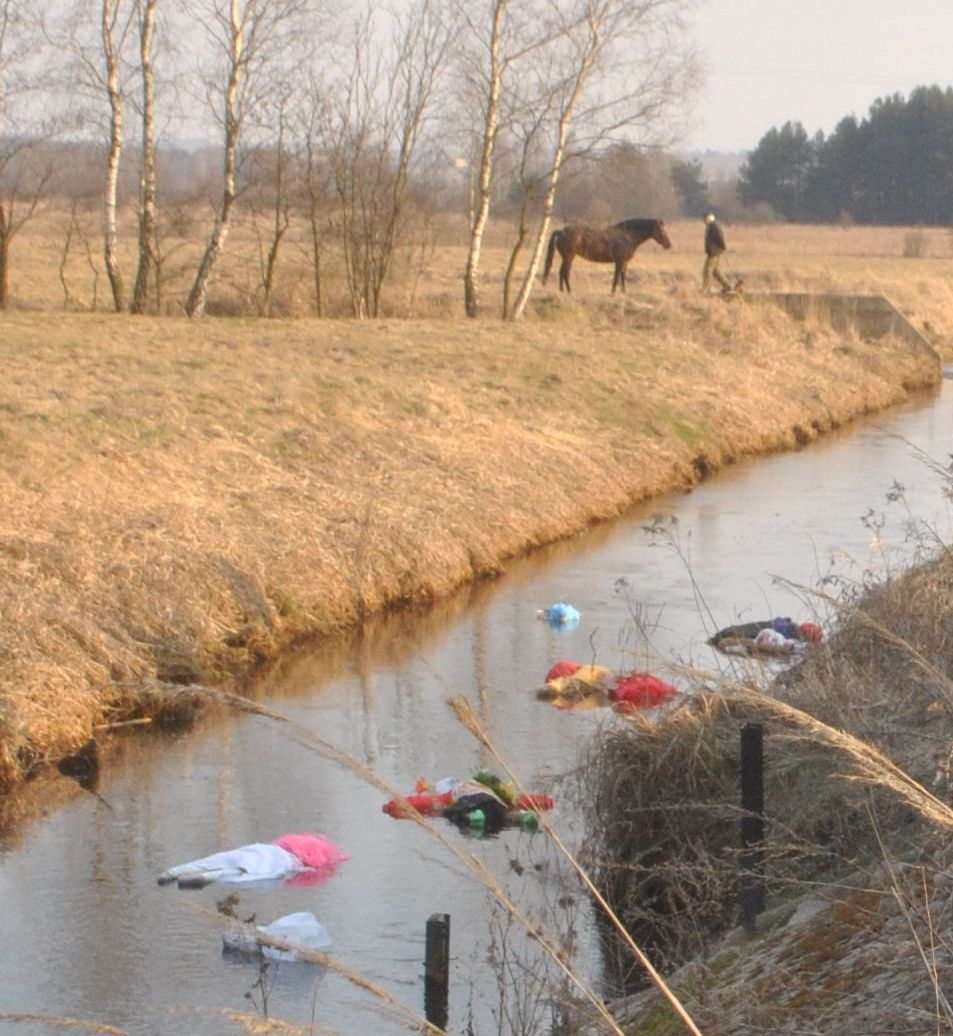
Topienie Marzann i Marzanioków, Brynica, 2015

Współcześnie obrzęd zatracił swój sakralny charakter i stanowi rodzaj zabawy, celebracji początku wiosny. Tak jak w pozostałych częściach Polski, obchodzi się go w okolicach pierwszego dnia kalendarzowej wiosny, tj. 21.03. Uczestniczy w nim głównie młodzież szkolna i dzieci oraz lokalne zespoły folklorystyczne. Przebieg obrzędu jest w zasadzie dość podobny – pochód dzieci i dorosłych, zarówno mężczyzn, jak i kobiet, niesie własnoręcznie zrobione marzanny i marzanioki nad wodę, gdzie przy tradycyjnych pieśniach wrzuca się kukły do wody. Czasem najpierw się je podpala albo nadszarpuje ich stroje. W drodze powrotnej na plan pierwszy wysuwają się goiki przystrojone wstążkami i wydmuszkami. Pochód wraca do wsi, śpiewając piosenki. Następnie w niektórych miejscowościach, jak np. w Brynicy (część Miasteczka Śląskiego), świętuje się początek wiosny, organizując biesiadę.

### Przyśpiewki zBrynicyw czasie obchodów marzanioka-goika
Marzaniok
1. Marzanioku, marzanioku,/ty stary próżnioku, ty stary próżnioku,/przez cały rok z nami byłeś,/a nic nie robiełyś/przez rok cały z nami byłeś, nic nie robiełyś. 2. Inoś latał za dziołchami za tymi szfarnymi, za tymi szfarnymi,/ galotami potrząsałeś tymi łotanymi,/ galotami potrząsałeś tymi łotanymi. 3. Piwko tyz ci smakowało z kufla i butelki, z kufla i butelki,/ wypijałeś tego wiela choć żeś chop nie wielki,/wypijałeś tego wiela choć żeś chop nie wielki. 4. Za to teraz mizeroku płynu ci nie braknie, płynu ci nie braknie/ w Brynicy cie utopimy, do morza wyślemy,/ w Brynicy cie utopimy, do morza wyślemy. 5. Zamiast ciebie łochlaptusie, wiosna zaproszymy, wiosna zaproszymy/ i radośnie Goikami droga ustrojymy/i radośnie Goikami droga ustrojymy[a].

Zaszumiały
1. Zaszumiały lasy, popłynęły wody, popłynęły wody, wiosenka/ wiosenka popłynęły lody, wiosenka, wiosenka popłynęły lod. 2. Po szerokim lesie, głos się ptasząt niesie, głos się ptasząt niesie/ wiosenka, wiosenka głos się ptasząt niesie[a].

Goik
1. Do tego tu domu wstympujymy,/ szczęścio, zdrowio winszujymy/ na tyn nowy roczek co nom doł Pon Bócek,/nasz Goik zielony piyknie ustrojony. 2. Na naszym Goiku malowane jajka,/ co je malowała Brynicko kaczmarka,/ cało noc nie spala ino malowała,/ nasz Goik zielony piyknie ustrojony. 3. Na tym placu jest tu gnotek/ jest tu Maryjka, jak różowy kwiotek./ Nasz Goik zielony piyknie ustrojony, nasz Goik zielony piyknie ustrojony. 4. Nsz gospodarzyk mo wysoko copka, doł se swoi Pani wybudować klotka, coby w ni siedziała, z ludźmi nie godała,/ nasz Goik zielony piyknie ustrojony. 5. Ale łona na to nic nie zważała,/ z kim zeszła to se pogadała./ nasz Goik zielony piyknie ustrojony, nasz Goik zielony piyknie ustrojony. 6. Na tym placu jest tu piosek,/ jest tu Francik taki łobejscosek./ nasz Goik zielony piyknie ustrojony, nasz Goik zielony piyknie ustrojony./ Z Panym Bogiem już idymy już tu wiency nie przydymy, aż na drugi roczek jeśli dożyjymy, aż na drugi roczek jeśli dożyjymy[b].

## Znaczenie

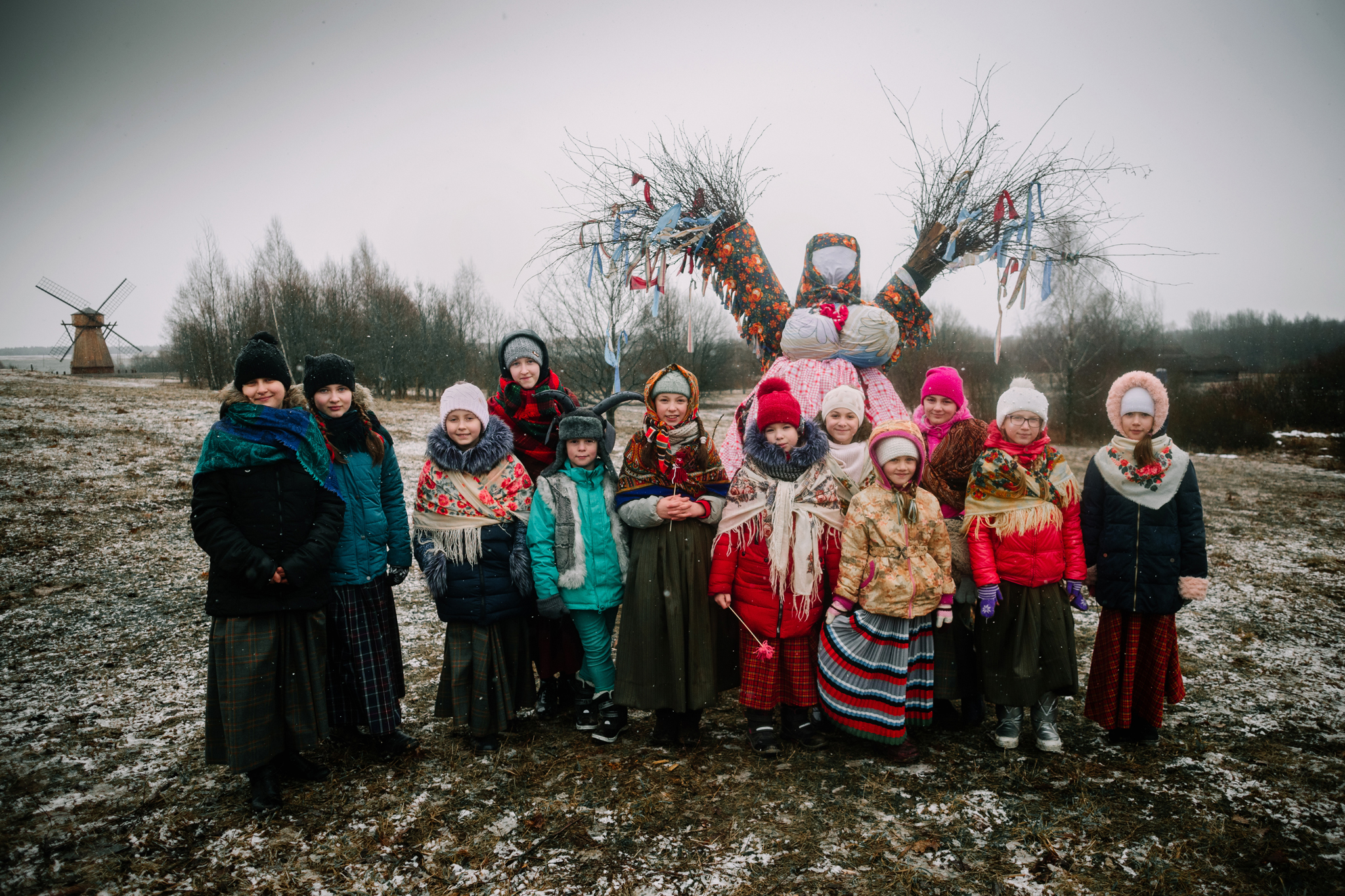
Grupa przebierańców podczas rytuału przywoływania wiosny, Białoruś

Badacze kładą nacisk na symbolikę marzanny nie jako zimy, a słowiańskiej bogini. Późniejsze skojarzenie marzanny ze śmiercią (w niektórych rejonach nazywana jest ona „Śmiercichą”) spłyciło znaczenie i rangę bogini, która była panią nie tylko śmierci, ale i życia, władając całą naturą. Jej utopienie w wodzie (woda ma w cyklu obrzędów związanych z porami roku niezwykle istotne znaczenie, a jej wagi w rytuale związanym z boginią wody nie sposób pominąć) jest przez badaczy rozumiane jako symboliczne zejście do podziemi, by potem odrodzić się na nowo.
Niektórzy naukowcy zauważają z kolei, że utopienie marzanny ma charakter ofiarny i może być odczytywane jako złożenie ofiary zimie, by odeszła albo – jak proponują autorzy „Wyrzeczyska” – jako ofiara dla demonów wody, których przychylność była konieczna, by zapewnić rolnikom plony w nadchodzącej wiośnie.